# السمغوني (الشرفا لقصاي)
السمغوني هو دُوَّار يقع بجماعة قصابي ملوية، إقليم بولمان، جهة فاس مكناس في المملكة المغربية. ينتمي الدوّار لمشيخة الشرفا لقصاي التي تضم 8 دواوير. يقدر عدد سكانه بـ 272 نسمة حسب الإحصاء الرسمي للسكان والسكنى لسنة 2004.

## روابط خارجية
- البوابة الوطنية للجماعات الترابية
- المندوبية السامية للتخطيط